# آتیبا هاچینسون
آتیبا هاچینسون (انگلیسی: Atiba Hutchinson؛ زادهٔ ۸ فوریهٔ ۱۹۸۳) بازیکن فوتبال در پست هافبک اهل کانادا است.

## باشگاهی
از باشگاه‌هایی که در آن بازی کرده‌است می‌توان به باشگاه فوتبال کپنهاگن، باشگاه فوتبال پی‌اس‌وی آیندهوون، باشگاه فوتبال هلسینگبورگس، باشگاه فوتبال بشیکتاش و باشگاه فوتبال اوسترش اشاره کرد.

## تیم ملی
وی همچنین در تیم‌های ملی فوتبال زیر ۲۰ سال کانادا زیر ۲۳ سال کانادا بزرگسالان کانادا بازی کرده‌است.